# Дива (скала)
Дива (крымскотат. Cıva qaya, Джыва къая, укр. Діва) — прибрежная скала на Южном берегу Крыма, вдающаяся в Чёрное море. Расположена в посёлке городского типа Симеиз.
Скала находится в западной части Южного берега Крыма, южнее горы Кошка. Между горой Кошка и скалой Дива находится скала Панея. Между Дивой и Панеей раньше располагалась скала Монах, которая была разрушена землетрясением 1927 года и штормом 1931 года.
Скала является отторженцем Крымских гор. Сложена известняком. Южный склон обрывистый; используется для скалолазания. Северный склон более пологий; по нему в первой половине XX века проложена лестница на вершину, где оборудована смотровая площадка. 
Акватория у горы является частью  гидрологического памятника природы.
Тюркское название скалы Дзива/Джива, по одной из версий, представляет собой, скорее всего, ассимиляцию индоарийского реликта diva — бог, божественный или jiva — живой, душа. По другой версии, её название представляет собой адаптацию крымскотатарского слова cıva (джыва) на русский манер. Верхняя часть скалы напоминает профиль женского силуэта с запрокинутой головой и распущенными волосами, которые опущены в воду. Согласно легенде, скала Дива — это злой дух красивой девушки, которая за злые деяния была превращена в камень.
Скала благодаря своей живописности попала на множество картин, среди которых работа Льва Лагорио «Скалы Монах и Дива» (1890). На скале снимались эпизоды советских фильмов «Человек-амфибия» и «Десять негритят».
Скала Дива вместе с горой Кошка изображена на флаге и гербе Симеиза.
|                                                                |  |
| Скалы Дива и Монах на картине Льва Лагорио и почтовой карточке |  |